# 周氏溪树蛙
周氏溪树蛙（学名：Buergeria choui），一种分布于日本琉球群岛南部及台湾岛西北部地区的两栖动物，隶属于树蛙科溪树蛙属。模式产地为日本西表島竹富町三原村。

## 分類
本种原被视为日本溪树蛙（Buergeria japonica），2020年研究人员将其确定为独立物种。种加词取自台湾国立自然科学博物馆教授周文豪的姓氏，因其早在20世纪90年代初即开始专注广义日本溪树蛙的变异和分类。

## 描述
周氏溪樹蛙體長約 2–4 公分，屬於小型溪流型樹蛙，體色可隨環境變化為鉛灰色、淡褐色或黃褐色，但不呈綠色。背部具 X 形或 H 形深色斑紋，肩胛骨至背中常見短棒狀突起，背面覆有顆粒狀突起；腹面白色，四肢具深褐色橫帶。眼間可見倒三角形暗色斑。周氏溪樹蛙全年鳴叫，雄蛙具單一外鳴囊，發出高亢且短促的「嘰、嘰、嘰」聲響，類似昆蟲叫聲。

## 分佈
周氏樹蛙廣泛分布於台灣及琉球群島，在台灣主要棲息於海拔 1500 公尺以下的溪流地區。其分佈範圍包括東部與西南部溪流域，西部北界約至朴子溪，東部北界則推測為蘭陽溪。該物種在台灣低海拔地區極為常見，特別是在花蓮，不論是都市街巷、住宅道路，或溪流與森林地帶，只要有水溝或積水處，幾乎都可見其蹤跡。

## 棲地與習性
周氏樹蛙雖屬於樹蛙科，但較少棲息於植物上，反而偏好溪流與溝渠中，亦可見於海岸附近。對溫度適應力強，曾在水溫高達攝氏43度的溫泉中被發現，因此又被稱為「溫泉蛙」。

## 繁殖
繁殖期自每年2月至10月，期間長短因地區而異。卵粒直徑約1.2至1.4毫米，動物極呈黑褐色，植物極則為白色，卵分散黏附於水底植物或散落於淺水區，形態猶如細小石子，約24至36小時孵化成蝌蚪。
蝌蚪屬底棲型，體型卵圓，尾巴長度超過體長兩倍，尾部具數條橫向紋路，是少數能適應溫泉環境的蛙類蝌蚪。

## 保护
本种于2023年被收录入《有重要生态、科学、社会价值的陆生野生动物名录》。